# Tenk
Tenk là một thị trấn thuộc hạt Heves, Hungary. Thị trấn này có diện tích 12,34 km², dân số năm 2010 là 1167 người, mật độ 95 người/km².